# Sklonná váha

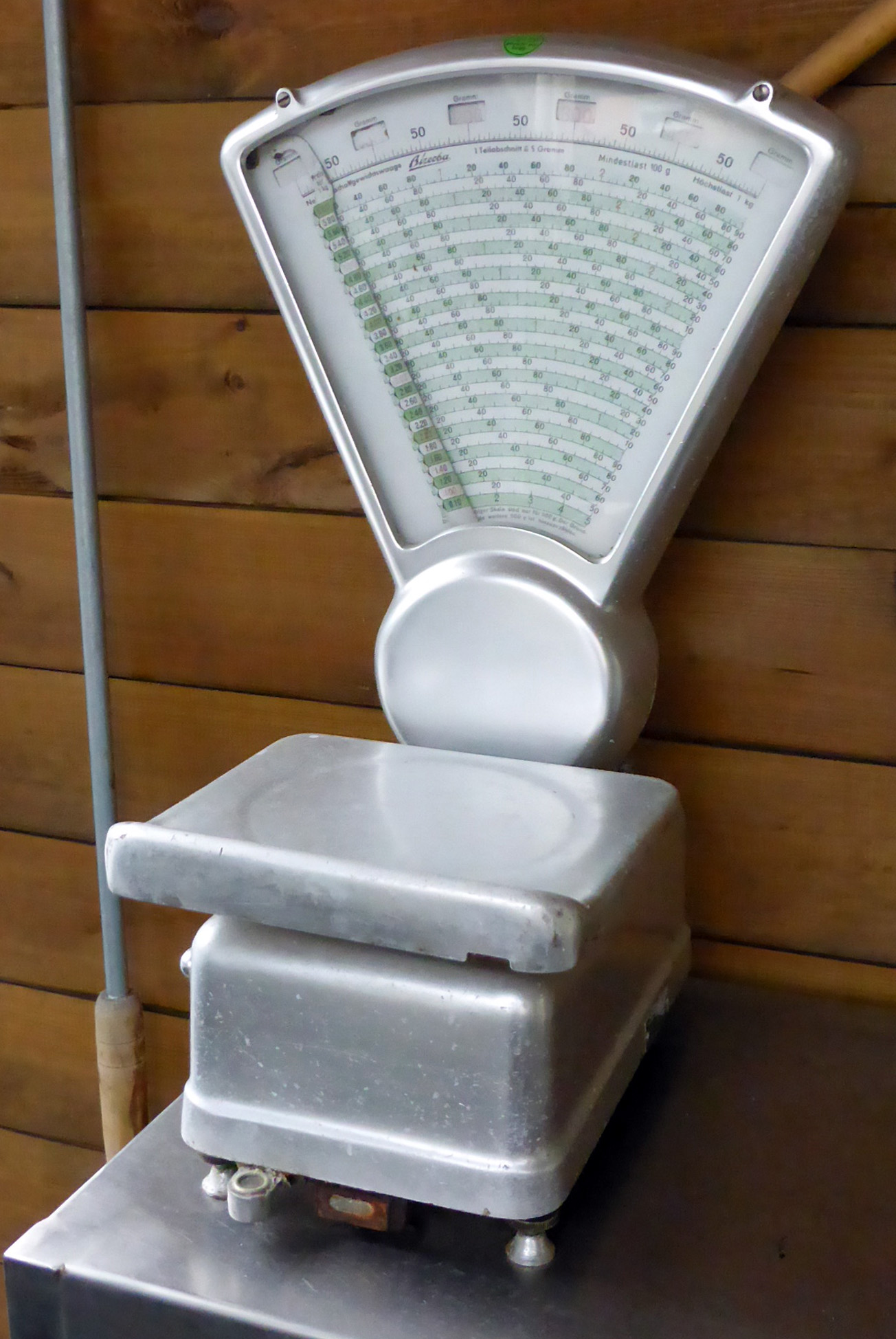
Sklonná váha používaná v Německu

Sklonná váha nebo také pultová váha byla v minulosti nejrozšířenější váha v běžném obchodním styku. Svým rozsahem 0–1 000 g plně postačovala každodennímu provozu v obchodech, kuchyních, různých výrobnách i v průmyslu. Pomocí závaží přidávaném na závažovou (levou) misku bylo možné vážit i hmotnost přesahující 1 kg. Většina vah tohoto typu měla celkovou váživost v rozmezí 0–20 kg. Na stupnici ze strany prodávajícího bylo možné odečíst hrubý odhad ceny pomocí stupnice na ručičce a tabulky na stupnici váhy. Aby celý proces vážení netrval dlouho, byl na pravé straně, pod miskou na zboží umístěn olejový tlumič výkyvů.

## Názvosloví základních součástí
Břit – součást váhového mechanismu. Jednoduchý, nebo dvojitý. Je to ocelová, kalená součástka, většinou trojúhelníkového tvaru. Vyrábí se z oceli ČSN 19 191. Jedná se o styčnou plochu mezi dvěma pákami. Jejím účelem je přenášet síly, které vznikají při samotném vážení. Musí být ostrý, aby měl co nejmenší tření se součástkou se kterou tvoří ložisko.
Pánvice – součást převodu síly ve váhovém mechanismu. Snižuje hodnotu tření – protikus k břitu. Bývá taktéž z kalené oceli, nebo ze syntetického achátu. Přenáší tedy síly z břitu na další součásti, do kterých je vložena.
Saně – jsou to v podstatě dvě páky spojené dvěma příčkami a osazené břity uprostřed a na obou koncích. Vzdálenost mezi břity na jednotlivých pákách musí být stejná. Páky jsou rovnoramenné (rovnoramenná páka – uprostřed páky je otočný bod a oba body na krajích jsou ve stejné vzdálenosti). Nejsou však rovné, ale obě stejně prohnuté do oblouku.
Libela (vodováha) – zajišťuje vodorovnou polohu celé váhy. Seřizuje se stavěcími šrouby – šroub–nožka. Jeho vyšroubování do potřebné výše zajišťuje vodorovnou polohu. Zajišťuje se kontramatkou – nožkami – umístěnými na spodku základní desky.
Sklonný mechanismus – součást sklonných vah. Převádí sílu, která vzniká zatížením váhy a pomocí ukazatele zviditelňuje její hodnotu na stupnici – převádí hodnotu navážené hmoty na stupnici váhy. Je osazen hlavním plochým břitem a břitem v závěsu. Jedná se v podstatě o litinové závaží, které vyvažuje síly působící na váhu v nulové poloze – klidu. Na sklonný mechanismus jsou připevněny dva ukazatele, přední a zadní.
Tlumič kmitů – jedná se o válcovou nádobu s pístem uvnitř. Píst se pohybuje v olejové lázni a počet kmitů lze regulovat pod pravou miskou – klade se na ni zboží a je kryta buď opaxitovou nebo nerezovou deskou – na základní desce pod krytem je umístěn tlumič výkyvů. Je naplněn tlumičovým olejem – náplň tlumiče. Používá se velmi řídký olej. Počet výkyvů lze seřizovat na 3–5 výkyvů. Je přístupný i z venku odspodu váhy.
Průsvit – jedná se v podstatě o myšlenou spojnici mezi hroty břitů na saních. Měří se jednoduše. Stačí natáhnout provázek od jednoho břitového ostří, přes prostřední břit, k dalšímu ostří. V dobře vybavených dílnách se používá broušená ocelová deska a měřicí hranoly. Břity by měly být v rovině, střední by neměl být vyšší, byla by ovlivněna citlivost váhy až do lability.